# João de Eltham, Conde da Cornualha
João de Eltham, 1º Conde da Cornualha (Eltham, 15 de agosto de 1316 – Perth, 13 de setembro de 1336) foi o segundo filho do rei Eduardo II de Inglaterra e sua esposa Isabel da França. Ele foi o herdeiro presuntivo do trono inglês desde a abdicação de seu pai em janeiro de 1327 até o nascimento de seu sobrinho Eduardo de Woodstock em junho de 1330. João morreu pouco depois de completar vinte anos de idade, provavelmente de febre. Seu irmão mais velho o rei Eduardo III lhe enterrou na Abadia de Westminster com uma grande tumba em uma cerimônia com todas as honras.